# El Seibo (provincie)
El Seibo is een provincie in het oosten van de Dominicaanse Republiek. De hoofdstad van de provincie heet El Seibo, of ook wel Santa Cruz del Seibo. Aan de noordkust van de provincie ligt de badplaats en gemeente Miches. De provincie heeft 91.000 inwoners en is 1800 km² groot.

## Gemeenten
| - De provinciehoofdstad: El Seibo - Miches |

Azua · Baoruco · Barahona · Dajabón · Duarte · Elías Piña · El Seibo · Espaillat · Hato Mayor · Hermanas Mirabal · Independencia · La Altagracia · La Romana · La Vega · María Trinidad Sánchez · Monseñor Nouel · Monte Cristi · Monte Plata · Pedernales · Peravia · Puerto Plata · Samaná · Sánchez Ramírez · San Cristóbal · San José de Ocoa · San Juan · San Pedro de Macorís · Santiago · Santiago Rodríguez · Santo Domingo · Valverde
Distrito Nacional